# Paralelogramo de fuerzas
El paralelogramo de fuerzas es un método para resolver (o visualizar) los resultados de aplicar dos fuerza a un objeto.

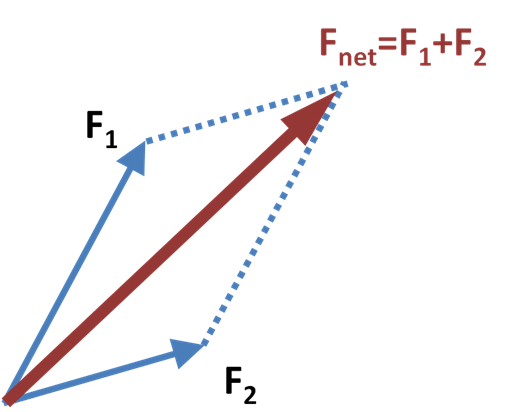
Figura 1: Construcción de un paralelogramo para sumar dos vectores

Cuando hay más de dos fuerzas involucradas, la geometría ya no es paralelográmica, aunque se aplican los mismos principios. Se observa que las fuerzas, al ser vectores, obedecen las leyes del álgebra vectorial, por lo que la fuerza general (denominada "resultante") debida a la aplicación de varias fuerzas, se puede determinar geométricamente dibujando vectores orientados representando cada fuerza. Por ejemplo, véase la Figura 1. Esta construcción proporciona el mismo resultado que desplazar F2 haciendo coincidir su origen con la punta de F1, y tomando la fuerza neta como el vector que une el origen de F1 con la punta de F2. Este procedimiento puede repetirse para agregar F3 a la resultante F1 + F2, y así sucesivamente.

## Prueba de Newton

Figura 2: Paralelogramo de velocidad

### Introducción: el paralelogramo de velocidad
Supóngase que una partícula se mueve a una velocidad uniforme en una línea de A a B mientras que en el mismo tiempo, la línea AB se mueve uniformemente desde su posición en AB a una posición en DC, permaneciendo paralelo a su orientación original en todo momento. Considerando ambos movimientos, la partícula sigue la línea AC. Debido a que un desplazamiento en un tiempo dado es una medida de velocidad, la longitud de AB es una medida de la velocidad de la partícula en AB, la longitud de AD es una medida de la velocidad de la línea en AD, y la longitud de AC es una medida de la velocidad de la partícula en AC. El movimiento de la partícula es el mismo que si se hubiera movido con una sola velocidad en AC.

### Prueba de Newton del paralelogramo de fuerza
Supóngase que dos fuerzas actúan sobre una partícula en el origen (las "colas" de los vectores) de la Figura 1. Hágase que las longitudes de los vectores F1 y F2 representen las velocidades que dos fuerzas podrían producir en la partícula actuando durante un tiempo dado, y hágase también que la dirección de cada una represente la dirección en la que actúan. Cada fuerza actúa independientemente y producirá su velocidad particular, independientemente de que la otra fuerza actúe o no. Al final del tiempo dado, la partícula tiene ambas velocidades. Por la prueba anterior, son equivalentes a una sola velocidad, Fnet. Por la segunda ley de Newton, este vector también es una medida de la fuerza que produciría esa velocidad, y por lo tanto, las dos fuerzas son equivalentes a una sola fuerza.

## Prueba de Bernoulli para vectores perpendiculares
Las fuerzas se modelizan como vectores euclidianos o miembros de {\displaystyle \mathbb {R} ^{2}}. La primera suposición es que la resultante de dos fuerzas es de hecho otra fuerza, de modo que para dos fuerzas cualesquiera {\displaystyle \mathbf {F} ,\mathbf {G} \in \mathbb {R} ^{2}} hay otra fuerza {\displaystyle \mathbf {F} \oplus \mathbf {G} \in \mathbb {R} ^{2}} suma vectorial de ambas.
La suposición final es que la resultante de dos fuerzas no cambia cuando se gira. Si {\displaystyle R:\mathbb {R} ^{2}\to \mathbb {R} ^{2}} es cualquier rotación (cualquier mapa ortogonal para la estructura de espacio vectorial habitual de {\displaystyle \mathbb {R} ^{2}} con {\displaystyle \det R=1}), entonces para todas las fuerzas {\displaystyle \mathbf {F} ,\mathbf {G} \in \mathbb {R} ^{2}}
{\displaystyle R\left(\mathbf {F} \oplus \mathbf {G} \right)=R\left(\mathbf {F} \right)\oplus R\left(\mathbf {G} \right)}
Considérense dos fuerzas perpendiculares {\displaystyle \mathbf {F} _{1}} de longitud {\displaystyle a} y {\displaystyle \mathbf {F} _{2}} de longitud {\displaystyle b}, siendo {\displaystyle x} la longitud de {\displaystyle \mathbf {F} _{1}\oplus \mathbf {F} _{2}}.
Sean {\displaystyle \mathbf {G} _{1}:={\tfrac {a^{2}}{x^{2}}}\left(\mathbf {F} _{1}\oplus \mathbf {F} _{2}\right)} y {\displaystyle \mathbf {G} _{2}:={\tfrac {a}{x}}R(\mathbf {F} _{2})}, donde {\displaystyle R} es la rotación entre {\displaystyle \mathbf {F} _{1}} y {\displaystyle \mathbf {F} _{1}\oplus \mathbf {F} _{2}}, entonces {\displaystyle \mathbf {G_{1}} ={\tfrac {a}{x}}R\left(\mathbf {F} _{1}\right)}. Bajo la invariancia de la rotación, se obtiene
{\displaystyle \mathbf {F} _{1}={\frac {x}{a}}R^{-1}\left(\mathbf {G} _{1}\right)={\frac {a}{x}}R^{-1}\left(\mathbf {F} _{1}\oplus \mathbf {F} _{2}\right)={\frac {a}{x}}R^{-1}\left(\mathbf {F} _{1}\right)\oplus {\frac {a}{x}}R^{-1}\left(\mathbf {F} _{2}\right)=\mathbf {G} _{1}\oplus \mathbf {G} _{2}}
Del mismo modo, considérense dos fuerzas más {\displaystyle \mathbf {H} _{1}:=-\mathbf {G} _{2}} y {\displaystyle \mathbf {H} _{2}:={\tfrac {b^{2}}{x^{2}}}\left(\mathbf {F} _{1}\oplus \mathbf {F} _{2}\right)}. Sea {\displaystyle T} la rotación de {\displaystyle \mathbf {F} _{1}} a {\displaystyle \mathbf {H} _{1}}: {\displaystyle \mathbf {H} _{1}={\tfrac {b}{x}}T\left(\mathbf {F} _{1}\right)}, que visualmente se aprecia que {\displaystyle \mathbf {H} _{2}={\tfrac {b}{x}}T\left(\mathbf {F} _{2}\right)}.
{\displaystyle \mathbf {F} _{2}={\frac {x}{b}}T^{-1}\left(\mathbf {H} _{2}\right)={\frac {b}{x}}T^{-1}\left(\mathbf {F} _{1}\oplus \mathbf {F} _{2}\right)={\frac {b}{x}}T^{-1}\left(\mathbf {F} _{1}\right)\oplus {\frac {b}{x}}T^{-1}\left(\mathbf {F} _{2}\right)=\mathbf {H} _{1}\oplus \mathbf {H_{2}} }
Aplicando estas dos ecuaciones
{\displaystyle \mathbf {F} _{1}\oplus \mathbf {F} _{2}=\left(\mathbf {G} _{1}\oplus \mathbf {G} _{2}\right)\oplus \left(\mathbf {H} _{1}\oplus \mathbf {H_{2}} \right)=\left(\mathbf {G} _{1}\oplus \mathbf {G} _{2}\right)\oplus \left(-\mathbf {G} _{2}\oplus \mathbf {H} _{2}\right)=\mathbf {G} _{1}\oplus \mathbf {H} _{2}}
Como {\displaystyle \mathbf {G} _{1}} y {\displaystyle \mathbf {H} _{2}} se encuentran en {\displaystyle \mathbf {F} _{1}\oplus \mathbf {F} _{2}}, sus longitudes son iguales a {\displaystyle x=\left|\mathbf {F} _{1}\oplus \mathbf {F} _{2}\right|=\left|\mathbf {G} _{1}\oplus \mathbf {H} _{2}\right|={\tfrac {a^{2}}{x}}+{\tfrac {b^{2}}{x}}}
{\displaystyle x={\sqrt {a^{2}+b^{2}}}}
lo que implica que {\displaystyle \mathbf {F} _{1}\oplus \mathbf {F} _{2}=a\mathbf {e} _{1}\oplus b\mathbf {e} _{2}} tiene una longitud {\displaystyle {\sqrt {a^{2}+b^{2}}}}, que es la longitud de {\displaystyle a\mathbf {e} _{1}+b\mathbf {e} _{2}}. Por lo tanto, para el caso en que {\displaystyle \mathbf {F} _{1}} y {\displaystyle \mathbf {F} _{2}} son perpendiculares, {\displaystyle \mathbf {F} _{1}\oplus \mathbf {F} _{2}=\mathbf {F} _{1}+\mathbf {F} _{2}}. Sin embargo, al combinar los dos conjuntos de fuerzas auxiliares, se utiliza la asociatividad de {\displaystyle \oplus }. Usando esta suposición adicional, se obtiene una prueba adicional a continuación.

## Prueba algebraica del paralelogramo de fuerza
Se modelizan las fuerzas como vectores euclidianos o miembros de {\displaystyle \mathbb {R} ^{2}}. La primera suposición es que la resultante de dos fuerzas es de hecho otra fuerza, de modo que para cualquier pareja de fuerzas {\displaystyle \mathbf {F} ,\mathbf {G} \in \mathbb {R} ^{2}} hay otra fuerza {\displaystyle \mathbf {F} \oplus \mathbf {G} \in \mathbb {R} ^{2}}. Se supone la conmutatividad de su composición, ya que estas son fuerzas que se aplican simultáneamente, por lo que el orden no debería importar {\displaystyle \mathbf {F} \oplus \mathbf {G} =\mathbf {G} \oplus \mathbf {F} }.
Considerando la aplicación
{\displaystyle (a,b)=a\mathbf {e} _{1}+b\mathbf {e} _{2}\mapsto a\mathbf {e} _{1}\oplus b\mathbf {e} _{2}}
Si {\displaystyle \oplus } es asociativa, entonces esta aplicación será lineal. Como también envía {\displaystyle \mathbf {e} _{1}} a {\displaystyle \mathbf {e} _{1}} y {\displaystyle \mathbf {e} _{2}} a {\displaystyle \mathbf {e} _{2}}, también debe ser la aplicación identidad. Por lo tanto, {\displaystyle \oplus } debe ser equivalente al operador de suma vectorial normal.

## Controversia
La prueba matemática del paralelogramo de fuerza generalmente no se acepta como matemáticamente válida. Se desarrollaron varias pruebas (principalmente Duchayla's y Poisson), y estas también recibieron objeciones. Que el paralelogramo de fuerzas era verdadero no fue cuestionado; por que era cierto. Hoy se acepta el paralelogramo de fuerzas como un hecho empírico, no reductible a los principios de Newton.